# 吳應賓
吳應賓（1565年—1634年），字尚之、客卿，號觀我，直隸安慶府桐城縣人，民籍，明朝政治人物。

## 生平
萬曆十三年（1585年）乙酉科應天鄉試第三十二名舉人，十四年（1586年）聯捷丙戌科會試第五名，二甲第三名進士。改翰林院庶吉士，十六年授翰林院編修。十七年養病，十九年復除原职，二十年因眼疾辭官養病，歸隱浮山。經左僉都御史左光斗及御史方大任舉薦，天啓三年（1623年）正月詔升左春坊左諭德兼翰林院侍讀，并予致仕。
後來退居浮山四十年，專事著書寫作，晚年皈依佛門，自號三一居士，法號廣瀹，著有《宗一聖論》八篇，內容多闡發禪宗的自性之理。

## 著作
- 《宗一聖論》 八篇
- 古本《大學》釋論 五卷[4]

## 家族
曾祖吳希瑞；祖父吳堂，贈工部郎中加贈按察司副使；父吳一介，嘉靖三十五年丙辰進士，河南右布政使。母孫氏（累封恭人）；繼母程氏（恭人）。子吳道凝，女吳令則、吳令儀（方孔炤妻）。